# Kansei
Kansei – japońska metoda tworzenia wartości produktu, po raz pierwszy zastosowana przez Mazda Motor Corporation. Polega ona na statystycznym badaniu zależności odczuć klienta od mierzalnych cech produktu. 
Podstawą podejścia jest kansei – japońskie słowo oznaczające w przybliżeniu ulotną emocję, nieuświadomione odczucie lub wspomnienie. Kansei pojawia się na przykład, gdy jako dorośli ludzie spotykamy się z zapachem, który towarzyszył nam w dzieciństwie (co prawdopodobnie przywoła uczucie zadowolenia, bezpieczeństwa itp.). Istota projektowania poprzez kansei polega na sprawdzeniu, jakie właściwości (np. wymiary, kształty) zwiększają prawdopodobieństwo wywołania określonego uczucia.
W Polsce badaniem tej metody projektowania zajmuje się przede wszystkim Polsko-Japońska Akademia Technik Komputerowych. Uczelnia ta jest organizatorem corocznych seminariów naukowych Interfejs użytkownika - Kansei w praktyce, które odbywają się od roku 2006.